# Lukas Moser

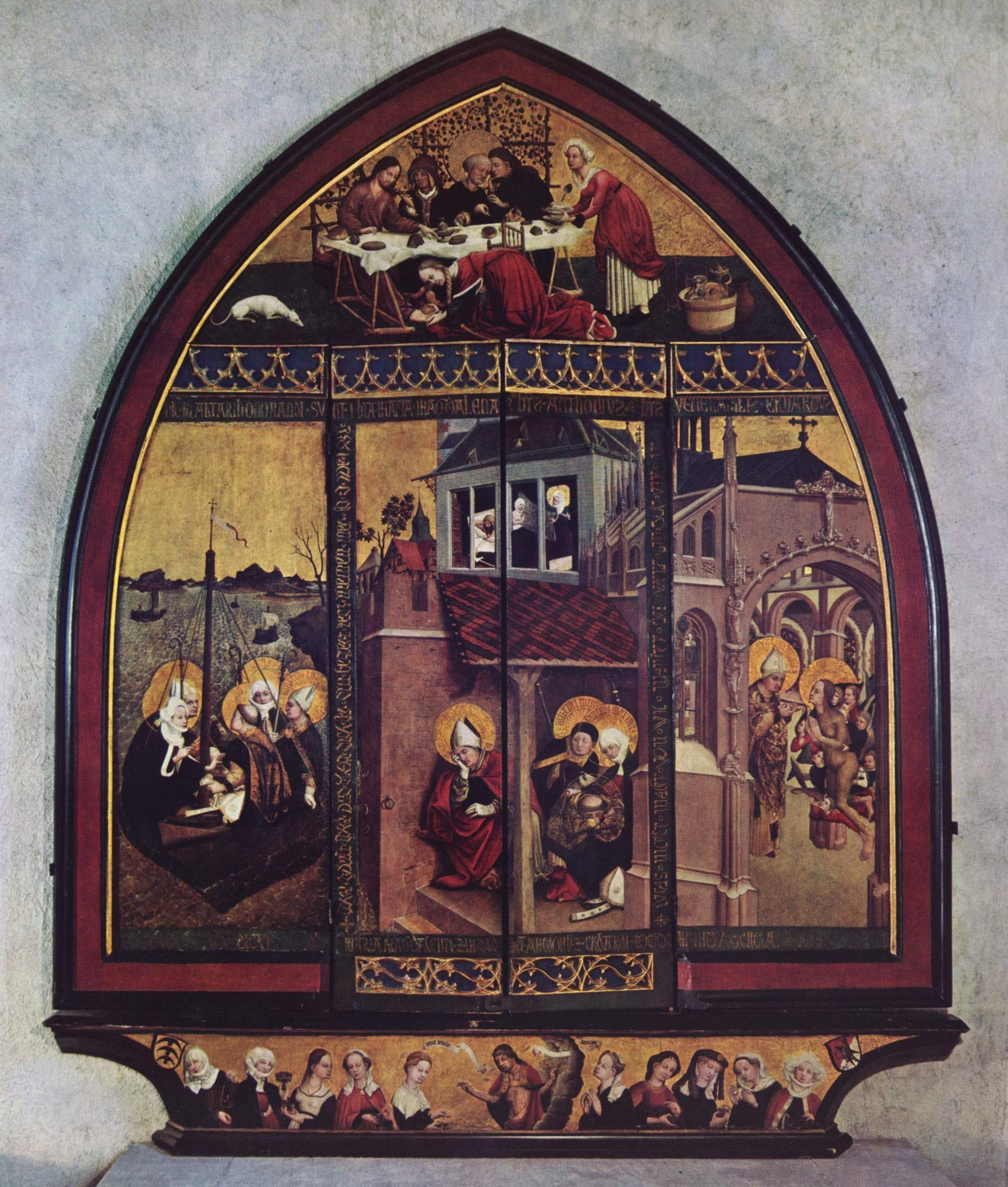
Retaule de Santa Maria Magdalena

Lukas Moser, també Lucas Moser (1390 - 1434), fou un pintor gòtic originari de Weil der Stadt, prop de Stuttgart. Va treballar sobretot a Ulm.
Deu la seua fama a la seua opera prima: el retaule de l'altar de la Magdalena (Magdalenenaltar) de l'església parroquial de Tiefenbronn. El va fer al 1432 utilitzant una tècnica mixta sobre fusta. Té fortes influències del realisme flamenc i mostra la gran capacitat d'observació de l'artista.
Moser va nàixer a Ulm i forma part de l'escola inicial d'artistes d'Ulm, com ara Hans Multscher. No se sap massa sobre la seua vida. El nom de Moser es coneix només per una inscripció al quadre del retaule de dalt de l'altar de l'església parroquial de Santa Maria Magdalena de Tiefenbronn. Aquest retaule és un treball significatiu que representa un canvi de l'estil gòtic internacional envers un estil i tècnica realistes més naturals, semblants a la pintura neerlandesa de llavors.